# Tridentiger kuroiwae
Tridentiger kuroiwae е вид лъчеперка от семейство Попчеви (Gobiidae).

## Разпространение
Видът е разпространен в Япония.